# Fugio-Cent

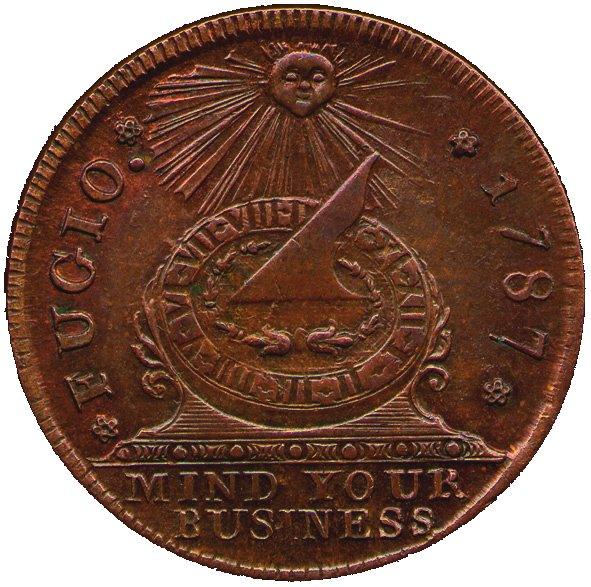
Der Fugio-Cent

Der Fugio-Cent war die erste offizielle Münze der Vereinigten Staaten von Amerika, die auf Veranlassung des Kongresses im Jahr 1787 ausgegeben wurde. Der Fugio-Cent trägt auch die Beinamen:  Franklin-Cent,  Mind-your-business-Cent, Sun-dial-Cent.

## Geschichte
Am 21. April 1787 genehmigte der Kongress der Vereinigten Staaten ein Design für eine erste offizielle Cent-Münze. Vorher gab es schon Prägungen von Einzelstaaten. Die Kupfermünze, die später unter der Bezeichnung Fugio-Cent bekannt wurde, zeigte auf der Vorderseite oben eine Sonne, die ihre Strahlen auf eine Sonnenuhr darunter wirft, die Umschrift lautete: Fugio (lateinisch, wörtlich: „Ich fliehe“, gemeint war: „Die Zeit flieht“) und die Jahresangabe 1787. Darunter im Abschnitt: Mind your business („Denk an deine Aufgabe“). Die Rückseite zeigte eine aus dreizehn Gliedern bestehende Kette als Symbol für die dreizehn Mitgliedsstaaten der damaligen Union; in der Mitte einen Kreis, darin die Schrift: We are one („Wir sind eins“). Beide Wahlsprüche werden Benjamin Franklin zugesprochen. Das gleiche Design mit Sonne und Sonnenuhr wurde auch schon für den „Continental Dollar“ von 1776 verwendet.
Seit der Annahme der Verfassung der Vereinigten Staaten im Jahr 1789 zeigen die Gold- und Silbermünzen den offiziellen Wahlspruch der Vereinigten Staaten: E pluribus unum. 